# 海上進行曲
《海上進行曲》是中華民國海軍軍歌，史料未記載創作時期，推測大約是在中華民國政府遷臺後製作。由於早期中華民國國軍資料搜集資訊不全，史料頗為空乏，作詞者與作曲者是賴孫德芳。在中国人民解放军海军中，这首歌也作为非官方的进行曲使用（第二段歌词略有不同）。

## 歌詞
中华民国海军版
乘長風，破巨浪，我海軍，勇向前航！

弟兄們，同舟共濟萬眾一心，海洋上！

忠義果敢志氣昂，陽光普照全艦艙，長空萬里汪洋浩蕩！

冬陽春暖漁躍雁行心胸舒暢，四海一家皆兄弟，友誼長存在萬邦！

乘長風，破巨浪，我海軍，勇向前航！

弟兄們，同舟共濟萬眾一心，海洋上！

掌穩舵正前方，看國旗真美麗，隨風飄揚世界上！

願神祝福你，勝利航！

中共解放军海军版
乘長風，破巨浪，我海軍，勇向前航！

弟兄們，同舟共濟萬眾一心，海洋上！

忠義果敢志氣昂，陽光普照全艦艙，長空萬里汪洋浩蕩！

冬陽春暖漁躍雁行心胸舒暢，四海一家皆兄弟，友誼長存在萬邦！

乘長風，破巨浪，我海軍，勇向前航！

弟兄們，同舟共濟萬眾一心，海洋上！

掌穩舵正前方，看國旗真美麗，隨風飄揚世界上！

隨風飄揚，世界上！

## 外部連結
- 海軍全球資訊網——海軍軍歌 （页面存档备份，存于）
- 國防部政戰資訊服務網——海軍軍歌 （页面存档备份，存于）

�